# 八幡町立小那比小学校
八幡町立小那比小学校 （はちまんちょうりつ おなびしょうがっこう）は、かつて岐阜県郡上郡八幡町（現・郡上市）に存在した公立小学校。

## 概要
- 八幡町小那比地区（旧・西和良村小那比。現・郡上市八幡町小那比。）の小学校であった。2002年廃校。
- 小那比小学校のグラウンドは、旧小那比小学校グラウンドとして使用されている。

## 沿革
- 1874年（明治7年） - 小那比村に小菜義校が開校。八幡神社を仮校舎とする。
- 1880年（明治13年） - 小菜学校に改称する。
- 1886年（明治19年）3月 - 小那比簡易科小学校に改称する。
- 1893年（明治26年）4月 - 小那比尋常小学校に改称する。
- 1897年（明治30年） - 
  - 美山村、入間村、洲河村、野々倉村、小那比村が合併し、西和良村が発足。
  - 新築移転。裁縫専修科を設置。
- 1907年（明治40年） - 校舎を新築する。
- 1908年（明治41年）4月 - 小那比尋常高等小学校に改称する。
- 1910年（明治43年）
  - 4月 -　西和良尋常小学校野々倉分教場に通学する野々倉地区の児童のうち、尋常科5・6年生は小那比尋常高等小学校への通学となる。
  - 12月 - 野々倉分教場が西和良尋常小学校から小那比尋常高等小学校に移る。野々倉地区の児童は全員小那比尋常高等小学校野々倉分教場に通学する。
- 1941年（昭和16年）4月1日 - 小那比国民学校に改称する。
- 1947年（昭和22年）4月1日 - 西和良村立小那比小学校に改称する。小那比中学校を併設。
- 1950年（昭和25年）12月 - 小那比中学校との併設を解消。小那比小学校は単独校となる。
- 1958年（昭和33年） - 校舎を新築。
- 1972年（昭和47年）3月 - 野々倉分校を廃止。
- 2002年（平成14年）3月 - 八幡町立相生小学校に統合され、廃校。

## その他
- かつての小那比小学校校区は、郡上市発足後に校区の変更が行われ、2005年4月に相生小学校校区から三城小学校校区となった[1]。